# Tomáš Holub (ekonom)
Tomáš Holub (* 19. srpna 1974 Liberec) je český ekonom a vysokoškolský pedagog, dlouholetý zaměstnanec České národní banky, v letech 2018 až 2024 člen bankovní rady ČNB a od ledna 2025 náměstek ministra financí ČR.

## Život
V letech 1992 až 1997 vystudoval ekonomii na IES FSV UK,
za diplomovou práci na téma Měnová politika v ČR (1993-1996) obdržel v roce 1997 Bolzanovu cenu. Na IES FSV UK též absolvoval i doktorandské studium teoretické ekonomie, v rámci kterého studoval též na London School of Economics a Georgetownské univerzitě ve Washingtonu.
V letech 1996 až 2000 pracoval v Komerční bance. V letech 1998 až 2002 přednášel na VŠE v Praze, od roku 1998 přednáší na IES FSV UK a zaměřuje se na mezinárodní makroekonomii a monetární ekonomii.
Od roku 2000 byl poradcem guvernéra České národní banky Zdeňka Tůmy, od roku 2004 pracoval tamtéž jako šéf měnové sekce. Patří ke stoupencům měnových intervencí.
Dne 21. listopadu 2018 jej prezident ČR Miloš Zeman jmenoval členem bankovní rady České národní banky, a to s účinností od 1. prosince téhož roku. Mandát mu vypršel k 30. listopadu 2024, přičemž k 1. lednu 2025 byl jmenován náměstkem ministra financí ČR Zbyňka Stanjury.